# Kriegerdenkmal (Dahn)
Das Kriegerdenkmal in Dahn ist ein denkmalgeschütztes Bauwerk.

## Lage
Das Bauwerk befindet sich in der örtlichen Marktstraße an der Ecke zur Schulstraße auf dem Marktplatz.

## Geschichte
Das Bauwerk gedenkt der Gefallenen des Ersten Weltkriegs und wurde von Fritz Korter erschaffen
.

## Typologie
Das Denkmal ist dem Typus des „Heldenhaften“ zuzuordnen, der oft weit ins Mythische überhöhte Krieger, charakterisiert durch manchmal auf kriegerische Attribute – Helm, Schwert – reduzierte Kleidung, begleitet von bäumendem Pferd oder sich verabschiedend von Gefährtin und bäuerlichem Leben. Varianten sind die in Pilaster integrierten „Helden“ der Nachbardenkmäler in Dietrichingen, Mauschbach und Hornbach. Diese drei Monumente sind besonders auffallend in der gemeinsamen Umsetzung der Vorstellung vom „heldischen Krieger“.